# Oedistoma
Oedistoma – rodzaj ptaków z rodziny jagodziaków (Melanocharitidae).

## Zasięg występowania
Rodzaj obejmuje gatunki występujące na Nowej Gwinei i sąsiednich wyspach.

## Morfologia
Długość ciała 7–11 cm; masa ciała 5 g.

## Systematyka
Rodzaj zdefiniował w 1876 roku włoski ornitolog Tommaso Salvadori na łamach Annali del Museo civico di storia naturale di Genova. Jako gatunek typowy Salvadori wyznaczył nektorada malutkiego (O. pygmaeum).  

### Etymologia
Oedistoma: gr. οιδεω oideō „puchnąć, pęcznieć”; στομα stoma, στοματος stomatos „usta”.

### Podział systematyczny
Do rodzaju należą następujące gatunki:
- Oedistoma iliolophus (Salvadori, 1876) – nektarojad szarobrzuchy
- Oedistoma pygmaeum Salvadori, 1876 – nektarojad malutki